# Tingwall Standing Stone

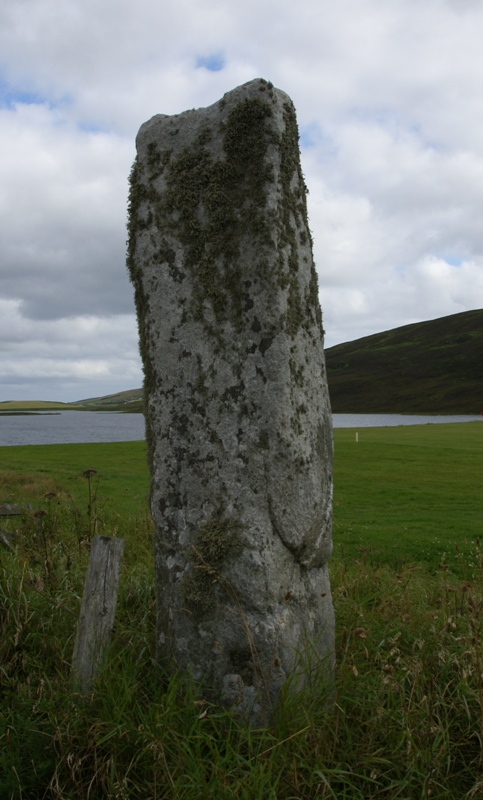
Tingwall Standing Stone

De Tingwall Standing Stone is een megaliet staande in Tingwall nabij de Loch of Tingwall, drie kilometer ten noorden van Scalloway, op het Shetlandse Mainland (Schotland).
De staande steen uit het tweede millennium voor Christus is twee meter hoog en staat direct naast de B9074, de weg die Tingwall en Scalloway met elkaar verbindt. De steen staat vlak bij de plaats waar de Loch of Tingwall en de Loch of Asta elkaar raken; deze twee meren vullen het grootste deel van het dal.
De Tingwall Standing Stone wordt ook wel de Murder Stone (de moordsteen) genoemd, omdat er een verhaal bestaat dat vertelt dat iemand die op het nabije Law Ting Holm, een plaats waar de Vikingen rechtspraken, ter dood was veroordeeld, nog één laatste kans om te leven kreeg als hij de Murder Stone zou halen voordat hij werd gegrepen door de bloedverwanten van de vermoorde persoon. Er bestaan geen bewijzen of aanwijzingen dat dit verhaal op waarheid zou berusten.
Andere standing stones in Shetland zijn bijvoorbeeld de Bordastubble Standing Stone (de grootste standing stone in Shetland) en de Uyea Breck Standing Stone, beide op Unst, en de Giant's Stones en de Skellister Standing Stone op Mainland.